# Gran Premio d'India 2013
Il Gran Premio d'India 2013 si è corso domenica 27 ottobre 2013 al Buddh International Circuit, situato a Greater Noida, nella regione Uttar Pradesh, in India, sedicesima prova della stagione 2013 del campionato mondiale di Formula 1. La gara è stata vinta dal tedesco Sebastian Vettel su Red Bull Racing-Renault, al suo trentaseiesimo successo nel mondiale. Vettel ha preceduto sul traguardo il connazionale Nico Rosberg su Mercedes ed il francese Romain Grosjean su Lotus-Renault.
Con questi risultati Sebastian Vettel e la Red Bull hanno ottenuto la certezza matematica della vittoria dei rispettivi titoli iridati; in entrambi i casi si tratta del quarto successo consecutivo.

## Vigilia

### Sviluppi futuri
La Scuderia Toro Rosso annuncia, che per il 2014, il russo Daniil Kvjat sostituirà Daniel Ricciardo, in partenza verso la Red Bull Racing, quale pilota titolare.
Come tutte le altre scuderie, anche la Marussia conferma di aver siglato con Bernie Ecclestone l'accordo sui diritti commerciali del campionato.

### Analisi per il campionato piloti
Sebastian Vettel è in testa al campionato piloti con 90 punti di margine su Fernando Alonso (l'unico che può ancora impensierirlo in classifica), quando mancano 4 gare al termine della stagione. Al tedesco, per vincere il quarto mondiale piloti consecutivo, basta terminare la gara con almeno 75 punti di vantaggio sul secondo, visti i migliori piazzamenti in stagione rispetto all'avversario.
Vettel si aggiudica il titolo se:
- giunge tra i primi cinque;
- arriva sesto, settimo o ottavo con Alonso che non vince;
- arriva dopo l'ottavo posto e Alonso che non arriva nei primi due posti;

### Analisi per il campionato costruttori
La Red Bull Racing comanda la classifica riservata ai costruttori con 148 punti di margine sulla Ferrari e 158 sulla Mercedes. Per laurearsi campione per la quarta volta al team anglo-austriaco basta terminare la gara con 129 punti di margine sul primo inseguitore.

### Aspetti tecnici
La Pirelli, fornitore unico degli pneumatici, annuncia per questo Gran Premio coperture di tipo morbido e medio, a differenza delle passate stagioni in cui la fornitura era di mescola "dura" e "morbida".
Viene modificata una delle due zone per l'attivazione del DRS: il primo punto di attivazione è anticipato a 350 metri dopo la curva 3. Non cambia il punto di rilevamento di distacco, posto sempre poco prima della curva 3. Resta invariata anche la zona di attivazione posta lungo il rettilineo dei box.

### Aspetti sportivi
Il Gran Premio d'India non è stato inserito nel calendario per la stagione 2014, vista la contrarietà degli organizzatori a spostare la gara a marzo. Vicky Chandhok, presidente della Federazione Motoristica Indiana, ha affermato di temere che la gara non rientrerà nel calendario iridato dal 2015.
La stessa edizione 2013 è messa in dubbio da una petizione inviata da Amit Kumar alla Corte Suprema Indiana, in merito alla natura dell'evento. Secondo Kumar il Gran Premio andrebbe catalogato come evento d'intrattenimento e perciò gli organizzatori della Jaypee Sports dovrebbero versare tasse più elevate di quanto previsto per un evento sportivo. La richiesta di Kumar è impedire lo svolgimento della gara. La tassa per gli spettacoli d'intrattenimento è stata comunque inserita nei biglietti per l'edizione 2013. Successivamente la Corte indiana ha deciso di posticipare l'udienza a data da destinarsi.
Il danese Tom Kristensen, plurivincitore della 24 Ore di Le Mans, è nominato commissario aggiunto per il Gran Premio, da parte della FIA; ha svolto spesso tale funzione in passato, l'ultima al Gran Premio di Monaco.
Fernando Alonso festeggia l'ottenimento del record di punti in Formula 1, raggiunto nel precedente Gran Premio del Giappone, con uno speciale casco che riporta la somma finora ottenuta, 1 571. Nelle prime prove del venerdì Paul di Resta, influenzato, sarà sostituito da James Calado alla Force India.

## Prove

### Resoconto
Le due Red Bull Racing hanno dominato sia la prima che la seconda sessione del venerdì con, in entrambi i casi, Sebastian Vettel che precede Mark Webber.
Nella sessione della mattina il tedesco ha preceduto l'australiano di meno di due decimi, con Nico Rosberg al terzo posto, staccato di 216 millesimi. Lewis Hamilton è stato protagonista di alcuni lunghi mentre Fernando Alonso ha potuto compiere solo 6 giri a causa di un problema al cambio. Anche Daniel Ricciardo è stato limitato da inconvenienti tecnici.
Nella sessione pomeridiana Vettel ha battuto il suo compagno di scuderia per quasi tre decimi; al terzo posto si è issato Romain Grosjean, che ha chiuso a cinque decimi dal pilota tedesco della Red Bull. Rosberg, terzo al mattino, è stato sesto, riuscendo però, con gomme medie, a non essere distante dai tempi fatti segnare dalle due Red Bull. Alonso, risolti i problemi tecnici, ha chiuso al quinto posto. Si è ripetuto, sulla Williams di Pastor Maldonado, l'inconveniente della perdita di un dado della ruota. Infine, Paul di Resta, ha potuto riprendere il suo posto alla Force India. Per la perdita della ruota, evento già accaduto nelle prove libere del Gran Premio del Giappone, la Williams è stata multata di 60.000 €.
La sessione del sabato è posticipata di circa venti minuti, e accorciata della stessa lunghezza, per dei problemi di visibilità, che non consentono all'elicottero dei sanitari di alzarsi in volo. La sessione è ancora dominata dal duo della Red Bull Racing, con Vettel che precede nuovamente Mark Webber, di circa mezzo secondo. In questa sessione, però, il terzo posto è conquistato da Fernando Alonso. Le vetture austriache hanno manifestato un forte degrado degli pneumatici di tipo morbido, mentre le Ferrari sono risultate più a loro agio con questo tipo di mescola. Il quarto tempo è fatto segnare da Nico Hülkenberg che, nel corso della sessione, ha investito anche un meccanico della sua scuderia, la Sauber, senza provocare però conseguenze fisiche gravi.

### Risultati
Nella prima sessione del venerdì si è avuta questa situazione:
| Pos | Nº | Pilota           | Costruttore             | Tempo    | Gap    | Giri |
| --- | -- | ---------------- | ----------------------- | -------- | ------ | ---- |
| 1   | 1  | Sebastian Vettel | Red Bull Racing-Renault | 1'26"683 |        | 24   |
| 2   | 2  | Mark Webber      | Red Bull Racing-Renault | 1'26"871 | +0"188 | 17   |
| 3   | 9  | Nico Rosberg     | Mercedes                | 1'26"899 | +0"216 | 23   |

Nella seconda sessione del venerdì si è avuta questa situazione:
| Pos | Nº | Pilota           | Costruttore             | Tempo    | Gap    | Giri |
| --- | -- | ---------------- | ----------------------- | -------- | ------ | ---- |
| 1   | 1  | Sebastian Vettel | Red Bull Racing-Renault | 1'25"722 |        | 35   |
| 2   | 2  | Mark Webber      | Red Bull Racing-Renault | 1'26"011 | +0"289 | 38   |
| 3   | 8  | Romain Grosjean  | Lotus-Renault           | 1'26"220 | +0"498 | 36   |

Nella sessione del sabato mattina si è avuta questa situazione:
| Pos | Nº | Pilota           | Costruttore             | Tempo    | Gap    | Giri |
| --- | -- | ---------------- | ----------------------- | -------- | ------ | ---- |
| 1   | 1  | Sebastian Vettel | Red Bull Racing-Renault | 1'25"332 |        | 16   |
| 2   | 2  | Mark Webber      | Red Bull Racing-Renault | 1'25"892 | +0"560 | 14   |
| 3   | 3  | Fernando Alonso  | Ferrari                 | 1'26"105 | +0"773 | 19   |

## Qualifiche

### Resoconto
Nella prima fase Sebastian Vettel, il pilota più veloce delle prove libere, decide di utilizzare solo gomme di tipo medio, terminando così undicesimo nella graduatoria; in testa si pone Jenson Button, che precede Mark Webber e Daniel Ricciardo. Anche Romain Grosjean opta per l'utilizzo di soli pneumatici a mescola media, ma viene così escluso dalla seconda fase. Assieme al pilota della Lotus vengono esclusi anche quelli di Caterham, Marussia, oltre a Pastor Maldonado.
Nella seconda fase delle qualifiche Vettel si riporta in testa alla classifica, precedendo Fernando Alonso, e l'altro pilota della Red Bull, Webber. Restano escluse dalla fase finale le due Toro Rosso, le due Force India, assieme a Esteban Gutiérrez e Valtteri Bottas.
In Q3 Vettel si è confermato il più veloce, conquistando la quarantatreesima pole position nel mondiale di F1. Il pilota della RBR ha preceduto Nico Rosberg di sette decimi; la seconda fila viene conquistata da Lewis Hamilton e Mark Webber; Alonso, penalizzato dalla mancata segnalazione sul suo volante del momento della cambiata, chiude ottavo, avendo usato solo gomme medie.

### Risultati
Nella sessione di qualifica si è avuta questa situazione:
| Pos                         | Nº | Pilota              | Costruttore             | Q1       | Q2       | Q3       | Griglia |
| --------------------------- | -- | ------------------- | ----------------------- | -------- | -------- | -------- | ------- |
| 1                           | 1  | Sebastian Vettel    | Red Bull Racing-Renault | 1'25"943 | 1'24"568 | 1'24"119 | 1       |
| 2                           | 9  | Nico Rosberg        | Mercedes                | 1'25"833 | 1'25"304 | 1'24"871 | 2       |
| 3                           | 10 | Lewis Hamilton      | Mercedes                | 1'25"802 | 1'25"259 | 1'24"941 | 3       |
| 4                           | 2  | Mark Webber         | Red Bull Racing-Renault | 1'25"665 | 1'25"097 | 1'25"047 | 4       |
| 5                           | 4  | Felipe Massa        | Ferrari                 | 1'25"793 | 1'25"389 | 1'25"201 | 5       |
| 6                           | 7  | Kimi Räikkönen      | Lotus-Renault           | 1'25"819 | 1'25"191 | 1'25"248 | 6       |
| 7                           | 11 | Nico Hülkenberg     | Sauber-Ferrari          | 1'25"883 | 1'25"339 | 1'25"334 | 7       |
| 8                           | 3  | Fernando Alonso     | Ferrari                 | 1'25"934 | 1'24"885 | 1'25"826 | 8       |
| 9                           | 6  | Sergio Pérez        | McLaren-Mercedes        | 1'26"107 | 1'25"365 | 1'26"153 | 9       |
| 10                          | 5  | Jenson Button       | McLaren-Mercedes        | 1'25"574 | 1'25"458 | 1'26"487 | 10      |
| 11                          | 19 | Daniel Ricciardo    | STR-Ferrari             | 1'25"673 | 1'25"519 | N.D.     | 11      |
| 12                          | 14 | Paul di Resta       | Force India-Mercedes    | 1'25"908 | 1'25"711 | N.D.     | 12      |
| 13                          | 15 | Adrian Sutil        | Force India-Mercedes    | 1'26"164 | 1'25"740 | N.D.     | 13      |
| 14                          | 18 | Jean-Éric Vergne    | STR-Ferrari             | 1'26"155 | 1'25"798 | N.D.     | 14      |
| 15                          | 17 | Valtteri Bottas     | Williams-Renault        | 1'26"178 | 1'26"134 | N.D.     | 15      |
| 16                          | 12 | Esteban Gutiérrez   | Sauber-Ferrari          | 1'26"057 | 1'26"336 | N.D.     | 16      |
| 17                          | 8  | Romain Grosjean     | Lotus-Renault           | 1'26"577 | N.D.     | N.D.     | 17      |
| 18                          | 16 | Pastor Maldonado    | Williams-Renault        | 1'26"842 | N.D.     | N.D.     | 18      |
| 19                          | 22 | Jules Bianchi       | Marussia-Cosworth       | 1'26"970 | N.D.     | N.D.     | 19      |
| 20                          | 21 | Giedo van der Garde | Caterham-Renault        | 1'27"105 | N.D.     | N.D.     | 20      |
| 21                          | 20 | Charles Pic         | Caterham-Renault        | 1'27"487 | N.D.     | N.D.     | 21      |
| 22                          | 23 | Max Chilton         | Marussia-Cosworth       | 1'28"138 | N.D.     | N.D.     | 22      |
| Tempo limite 107%: 1'31"564 |    |                     |                         |          |          |          |         |

Con i tempi in grassetto sono visualizzate le migliori prestazioni in Q1, Q2 e Q3.

## Gara

### Resoconto
Sebastian Vettel mantiene il comando della gara al via, precedendo Lewis Hamilton e Nico Rosberg; sul secondo rettilineo però le due Mercedes vengono entrambe passate da Felipe Massa con Hamilton che perde due posizioni; più dietro vi è un doppio contatto per Fernando Alonso, prima con Mark Webber, poi con Jenson Button. Dietro ai primi quattro si portano Nico Hülkenberg, Kimi Räikkönen e Mark Webber. Vettel va al suo cambio gomme già alla fine del secondo giro, seguito da Alonso, che deve anche cambiare il musetto.
Al quinto giro si ferma Hülkenberg, mentre, Räikkönen, in crisi con le gomme, è passato prima da Webber e poi da Sergio Pérez. Il finlandese va al cambio gomme al settimo giro (come Rosberg), mentre un giro dopo è il turno di Massa e Hamilton. Conduce così Webber, che precede Pérez, Daniel Ricciardo, Romain Grosjean e Adrian Sutil. Dalle retrovie si fa largo Vettel, che passa in pochi giri Sutil, Grosjean e Ricciardo.
Al giro 21 il tedesco passa anche Pérez, ponendosi al secondo posto, essendo staccato di 12” da Webber. Quarto è Ricciardo, seguito da Sutil, Massa e Rosberg. Al giro 27 Rosberg va al pit stop, seguito un giro dopo da Mark Webber e Sergio Pérez. Poco dopo anche Massa, Hamilton e Vettel vanno al cambio gomme. Webber rimonta, dopo soli cinque  giri le gomme medie, mentre Ricciardo effettua il suo primo cambio-gomme al giro 33. La classifica vede ora al comando Sebastian Vettel, seguito da Mark Webber, Adrian Sutil (che non ha ancora cambiato le gomme), poi Räikkönen, Rosberg, Grosjean e Massa.
Al trentasettesimo giro Kimi Räikkönen supera Sutil per il terzo posto, che diventa secondo tre giri dopo, quando Mark Webber è costretto al ritiro per la perdita di potenza della sua monoposto. Sutil effettua il suo primo cambio degli pneumatici solo al giro 42.
Räikkönen, negli ultimi giri, va in crisi con le gomme, cambiate al settimo, e cede diverse posizioni, fino a scendere in settima. Pérez approfitta della situazione e, al momento del sorpasso di Hamilton sul pilota della Lotus, passa l'inglese. Vince Sebastian Vettel, per la trentaseiesima volta nel mondiale, aggiudicandosi così il quarto titolo mondiale. La Red Bull Racing vince per la quarta volta il titolo costruttori. In entrambi i casi si tratta di strisce consecutive. La Ferrari eguaglia il record di 64 Gran Premi consecutivi terminati in zona punti stabilito in precedenza dalla McLaren tra il Gran Premio del Bahrein 2010 ed il Gran Premio di Monaco 2013.

### Risultati
I risultati del Gran Premio sono i seguenti:
| Pos | Nº | Pilota              | Costruttore             | Giri | Tempo/Ritiro/Media         | Griglia | Punti |
| --- | -- | ------------------- | ----------------------- | ---- | -------------------------- | ------- | ----- |
| 1   | 1  | Sebastian Vettel    | Red Bull Racing-Renault | 60   | 1h31'12"187 - 202.130 km/h | 1       | 25    |
| 2   | 9  | Nico Rosberg        | Mercedes                | 60   | +29"823                    | 2       | 18    |
| 3   | 8  | Romain Grosjean     | Lotus-Renault           | 60   | +39"892                    | 17      | 15    |
| 4   | 4  | Felipe Massa        | Ferrari                 | 60   | +41"692                    | 5       | 12    |
| 5   | 6  | Sergio Pérez        | McLaren-Mercedes        | 60   | +43"829                    | 9       | 10    |
| 6   | 10 | Lewis Hamilton      | Mercedes                | 60   | +52"475                    | 3       | 8     |
| 7   | 7  | Kimi Räikkönen      | Lotus-Renault           | 60   | +1'07"988                  | 6       | 6     |
| 8   | 14 | Paul di Resta       | Force India-Mercedes    | 60   | +1'12"868                  | 12      | 4     |
| 9   | 15 | Adrian Sutil        | Force India-Mercedes    | 60   | +1'14"734                  | 13      | 2     |
| 10  | 19 | Daniel Ricciardo    | STR-Ferrari             | 60   | +1'16"237                  | 11      | 1     |
| 11  | 3  | Fernando Alonso     | Ferrari                 | 60   | +1'18"297                  | 8       |       |
| 12  | 16 | Pastor Maldonado    | Williams-Renault        | 60   | +1'18"951                  | 18      |       |
| 13  | 18 | Jean-Éric Vergne    | STR-Ferrari             | 59   | +1 giro                    | 14      |       |
| 14  | 5  | Jenson Button       | McLaren-Mercedes        | 59   | +1 giro                    | 10      |       |
| 15  | 12 | Esteban Gutiérrez   | Sauber-Ferrari          | 59   | +1 giro                    | 16      |       |
| 16  | 17 | Valtteri Bottas     | Williams-Renault        | 59   | +1 giro                    | 15      |       |
| 17  | 23 | Max Chilton         | Marussia-Cosworth       | 58   | +2 giri                    | 22      |       |
| 18  | 22 | Jules Bianchi       | Marussia-Cosworth       | 58   | +2 giri                    | 19      |       |
| 19  | 11 | Nico Hülkenberg     | Sauber-Ferrari          | 54   | Problema tecnico           | 7       |       |
| Rit | 2  | Mark Webber         | Red Bull Racing-Renault | 39   | Alternatore                | 4       |       |
| Rit | 20 | Charles Pic         | Caterham-Renault        | 35   | Problemi idraulici         | 21      |       |
| Rit | 21 | Giedo van der Garde | Caterham-Renault        | 1    | Danni da incidente         | 20      |       |

## Classifiche mondiali

### Piloti
| Pos | Pilota            | Punti |
| --- | ----------------- | ----- |
| 1   | Sebastian Vettel  | 322   |
| 2   | Fernando Alonso   | 207   |
| 3   | Kimi Räikkönen    | 183   |
| 4   | Lewis Hamilton    | 169   |
| 5   | Mark Webber       | 148   |
| 6   | Nico Rosberg      | 144   |
| 7   | Romain Grosjean   | 102   |
| 8   | Felipe Massa      | 102   |
| 9   | Jenson Button     | 60    |
| 10  | Paul di Resta     | 40    |
| 11  | Nico Hülkenberg   | 39    |
| 12  | Sergio Pérez      | 33    |
| 13  | Adrian Sutil      | 28    |
| 14  | Daniel Ricciardo  | 19    |
| 15  | Jean-Éric Vergne  | 13    |
| 16  | Esteban Gutiérrez | 6     |
| 17  | Pastor Maldonado  | 1     |

### Costruttori
| Pos | Team                    | Punti |
| --- | ----------------------- | ----- |
| 1   | Red Bull Racing-Renault | 470   |
| 2   | Mercedes                | 313   |
| 3   | Ferrari                 | 309   |
| 4   | Lotus-Renault           | 285   |
| 5   | McLaren-Mercedes        | 93    |
| 6   | Force India-Mercedes    | 68    |
| 7   | Sauber-Ferrari          | 45    |
| 8   | STR-Ferrari             | 32    |
| 9   | Williams-Renault        | 1     |

## Decisioni della FIA
Al termine della gara, Sebastian Vettel subisce una reprimenda per i donuts (testacoda controllati) che effettua sulla pista per festeggiare la conquista del titolo. L'ammonizione è dovuta per aver infranto la regola che impone di riportare subito la monoposto in parco chiuso.